# Breaker High
Breaker High è una serie televisiva canadese andata in onda dal 1997 al 1998, su YTV per il Canada e UPN per gli Stati Uniti.
Le serie, composta da una sola stagione per un totale di 44 episodi, narra le vicende di un gruppo di adolescenti di un liceo situato su una nave da crociera.
La proprietà della serie è passata alla Disney nel 2001, quando la Disney ha acquisito Fox Kids Worldwide, che include anche Saban Entertainment. La serie non è disponibile su Disney+.